# 杨子 (企业家)
杨子（1975年7月26日—），原名杨建民，出生于河北省保定市，中国大陆影视出品人，制片人，男演员。现任中国巨力集团副董事长兼执行总裁、巨力影视传媒有限公司董事长、巨力胡玫影视传媒有限公司董事长。

## 经历
杨子1975年出生于河北省保定市徐水县南邵庄村一个普通的农民家庭，家中共有兄弟姐妹5人，依次是：杨会茹（女）、杨会德（女）、杨建忠（男）、杨建国（男）和杨子，其中杨建忠与杨建国是双胞胎，杨子排行最后。家族企业巨力集团子公司“巨力索具”，1985年注册成立，以设计、生产、销售吊装索具、缆索具、钢拉杆索具为主。现任董事长、总裁为杨子的哥哥杨建忠、杨建国，两人从上世纪80年代用2000元做插套机起步，随后到上海打拼，最后在1997年回到保定徐水正式成立巨力集团，将重心从插套机设备转移到索具产品上，成为索具领域领先者。巨力索具自2010年起，净利润出现七连降，一度收到将退市风险警示。杨氏家族自2013年到2017年间，共减持40次，套现超过26亿元。
据杨子自述，他6岁以前，一直在村子里生活。当时杨子的两个双胞胎哥哥还在北京做木匠，偶然发现一种生产钢丝的“插套机”生意不错，便入行并开了“迎春插绳机厂”。他从初中到大二都在家族工厂中隐瞒身份打工。杨家兄弟为了把生意做大，先是把厂子从农村迁往徐水县城，后又扩大业务至上海，杨子在他大学二年级的时候，成为巨力集团驻上海公司经理。
2004年，杨子在李若彤主演的电影《青花》中担任顾问，片方因其对瓷器见解独到，谈话投机，令他出演男主角，他因此进入演艺圈，凭该片获得第12届北京大学生电影节最佳新人奖。同年，与李丽珍出演情色电影《卡布奇诺》。2005年初《青花》宣传期间，杨子以神秘富豪形象和亚洲唯一超长悍马拥有者身份，进入公众视野。同年，杨子结识黄圣依，成为其实质上的经纪人，并处理黄圣依与周星驰的解约风波，令双方最终在2007年2月和解告终。
2006年，黄圣依签约中视精彩，与杨子成为同门，两人合作偶像剧《凭什么爱你》，黄饰演女明星，杨饰演「中国巨为集团有限公司总经理」，在巨力集团取景。该剧是杨子第一次投资拍戏，被认为改编自两人真实故事。2007年，二人出走，和另一位合伙人合作成立「全艺太和」，从演员升级为公司股东。同年底，两人合作的电视剧《天仙配》成为CCTV-8收视冠军。2008年，两人再次出走，合伙成立了「巨力影视」，从股东升级老板。2009年，杨子为黄圣依专门开设巨力圣依影视公司，黄圣依任执行总裁，声称“一年给她两个亿做项目，赚还是赔都没关系”。
2011年，巨力影视耗资1.8亿拍摄《白蛇传说》，由李连杰和黄圣依主演，最终票房只有2.11亿。其后投资的《一夜成名》、《我在路上最爱你》皆亏损。2015年，杨子与快鹿集团老板施建祥共同投资《叶问3》。施建祥在电影上映前，把电影打包成多个票房资产证券化产品，通过自家旗下的东虹桥、快鹿集团进行担保，再通过P2P网贷、理财公司进行融资，以出售未来票房收益权直接收回成本。随后杨子一口气宣布将拍四部电影。并成立了火传媒，专门为快鹿系电影做宣发，火传媒是《叶问3》的发行方之一。但《叶问3》上映后被曝票房造假，广电总局彻查，导致快鹿系遭受挤兑，4.6万名投资者的钱不知所踪，涉及本金达148.4亿。施建祥逃亡美国，成为红色通缉犯，杨子火传媒解散。
2018年，杨子和黄圣依参加综艺《妈妈是超人》，高调炫富引发讨论。2018年6月5日，崔永元称因其爆料杨子夫妇签署一份7.5亿的阴阳合同，杨子托人传话要灭掉崔永元。杨子否认威胁。2024年，杨子和黄圣依参加离婚真人秀《再见爱人4》。2025年已证实与黄圣依离婚。

## 个人生活
杨子前妻陶虹，1976年1月29日生，广州人，与杨子育有一女杨海润，2002年月19日生。2005年，杨子与黄圣依在KTV相识。2007年3月20日，陶虹发表声明《黄圣依是我好朋友 杨子是领导》，称自己已长住加拿大，负责巨力进出口业务，否认了黄圣依与杨子的恋爱关系。杨子2007年4月11日与陶虹离婚，同年5月20日与黄圣依在美国领证结婚，但2009年11月2日中国证监会网站公布的巨力索具股份有限公司首发招股说明书（申报稿）显示，杨子仍与陶虹结婚，陶和女儿杨海润均为巨力集团股东。
黄圣依2012年3月8日加拿大温哥华生下大儿子杨安迪，2017年1月在温哥华诞下二儿子杨安麟。

## 作品

### 电视剧
| 首播日期 | 剧名                 | 角色         | 合作演员             | 备注                   |
| -------- | -------------------- | ------------ | -------------------- | ---------------------- |
| 2005年   | 《浴火凤凰》         | 厉军         | 黄奕                 |                        |
| 2006年   | 《天下第一宴》       |              |                      |                        |
| 2006年   | 《天仙配》           | 董永         | 黄圣依               |                        |
| 2007年   | 《广府太极传奇》     | 许文华       | 黄圣依、谭耀文       |                        |
| 2007年   | 《白玉堂传奇》       | 锦毛鼠白玉堂 | 苏沅峰               | 又名《江湖夜雨十年灯》 |
| 2008年   | 《日月凌空》         | 骆宾王       | 刘晓庆、李芯逸       |                        |
| 2007年   | 《丁家有女喜洋洋》   |              | 黄圣依、安七炫       |                        |
| 2007年   | 《王屋山下的传说》   | 金尔同       | 黄圣依、赵恒煊、谢兰 |                        |
| 2007年   | 《凭什么爱你》       | 马昊天       | 黄圣依               |                        |
| 2009年   | 《女孩冲冲冲》       | 大乔         | 黄圣依               | 又名 向周星驰致敬先    |
| 2011年   | 《新水滸傳》         | 宋徽宗       | 張涵予、李子雄       |                        |
| 2011年   | 《蓋世英雄方世玉》   | 方世玉       | 元秋、釋小龍         |                        |
| 2013年   | 《第22条婚规》       | 谭屿涛       | 黄圣依、宋小宝       |                        |
| 2015年   | 《我在锡林郭勒等你》 | 武所为       | 黄圣依               |                        |
| 2018年   | 《诱惑》             |              | 黄圣依、立威廉       | 2012年拍攝             |

### 电影
| 首映日期 | 剧名         | 角色 | 备注   |
| -------- | ------------ | ---- | ------ |
| 2004年   | 《青花》     | 杨放 | 投资人 |
| 2005年   | 《卡布其诺》 | 阿威 |        |
| 2007年   | 《新忠烈图》 |      |        |

### 综艺
| 首映日期 | 剧名         | 角色 | 备注 |
| -------- | ------------ | ---- | ---- |
| 2024年   | 《再见爱人》 | 自己 |      |

## 曾获奖项
- 第12届大学生电影节“最佳新人奖”──《青花》

## 争议

### 插刀教事件
2012年2月，女演员边潇潇谴责印小天在拍戏现场动手打人，随后，杜淳、李晨、贾乃亮、杨子等人纷纷指责印小天，让他道歉。然而监控视频证明印小天没有打人。李晨等人之后依然指责印小天。印小天的海澜之家代言亦被杜淳夺走。